# Великий Клин
Вели́кий Клин — село в Україні, у Голопристанській міській громаді Скадовського району Херсонської області. Населення становить 323 осіб. 24 лютого 2022 року село тимчасово окуповане російськими військами під час російсько-української війни.

## Населення
Згідно з переписом УРСР 1989 року чисельність наявного населення села становила 364 особи, з яких 162 чоловіки та 202 жінки.
За переписом населення України 2001 року в селі мешкала 321 особа.

### Мова
Розподіл населення за рідною мовою за даними перепису 2001 року:
| Мова       | Відсоток |
| ---------- | -------- |
| українська | 88,24 %  |
| російська  | 9,60 %   |
| циганська  | 0,93 %   |
| молдовська | 0,62 %   |
| білоруська | 0,31 %   |
| інші       | 0,30 %   |